# Buragpalli, Sedam
Buragpalli là một làng thuộc tehsil Sedam, huyện Gulbarga, bang Karnataka, Ấn Độ.